# 千代台停留場
千代台停留場（日语：／ Chogadai teiryūjō */?）是一位於日本北海道函館市千代台町21番地先，函館市交通局（函館市電）湯之川線的鐵路車站。

## 歷史
- 1913年（大正2年）6月29日 - 營所前站開始營業。
- 1947年（昭和22年）4月23日 - 改稱為千代岱站。
- 1968年（昭和43年） - 改稱為千代台站。

## 車站構造
- 千代台站擁有2個月台（側式月台）、2條電車路線（相反方向）。
- 由於鄰近變形平面道路交叉及交通燈影響往湯之川方向的電車，停車時間較正常的長。

## 車站周邊
- 函館千代台郵政局
- 函館信用金庫千代台分店
- 千代台公園
- 函館市千代台公園棒球場（海洋大球場）
- 函館市千代台公園田徑體育場
- 市民泳池
- 函館市青年中心
- 網球場
- 北海道函館中部高等學校
- 千代岱小學
- 北海道道83號函館南茅部線
- 函館巴士「千代台」站

## 相鄰停留場
函館市交通局（函館市電）
湯之川線
中央醫院前（DY10）－千代台（DY11）－堀川町（DY12）

## 外部連結
- 車站情報 - 千代台（日文）